# GySEV 2721
A GySEV 2721 001-2 tolatómozdony a Győr-Sopron-Ebenfurti Vasútnál.

## Története
A mozdonyt 1946-ban gyártotta a német Ruhrtaler Maschinen-Fabrik. Különböző cukorgyárakban dolgozott Ausztriában, ahol 1995-ig használták; ezután került a GySEV-hez. Új festését 2007-ben kapta meg, igazodva a vasúttársaság arculatához (előtte szimplán zöld festésben volt látható); továbbá ekkor kapta a jármű becenevét is, amely a jármű kis mérete miatt Apróka lett.